# Annette Badland

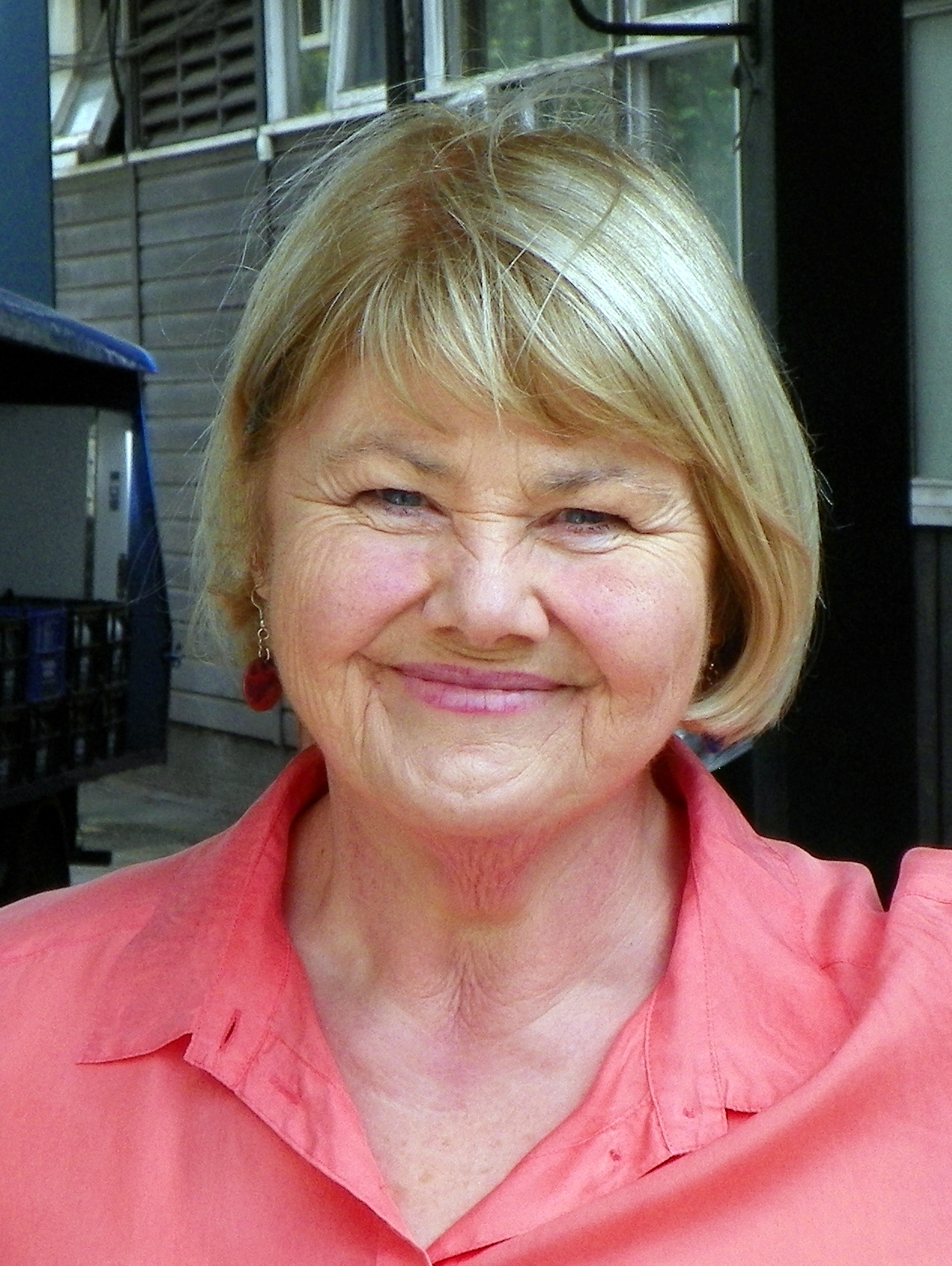
Annette Badland (2016)

Annette Badland (* 26. August 1950 in Edgbaston, Birmingham) ist eine englische Schauspielerin, die seit 1970 im britischen Theater, Film, Fernsehen und Hörfunk präsent ist. Dem deutschen Publikum ist sie vor allem bekannt als Mrs. Glenna Fitzgibbons in der ersten Staffel der Fernsehserie Outlander sowie als Pathologin Dr. Fleur Perkins in der Serie Inspector Barnaby.

## Leben und Karriere

### Jugend
Badland wurde am 26. August 1950 in Edgbaston, einem Vorort der Stadt Birmingham, geboren. Ihre Mutter Susan Ramsay stammt aus dem schottischen Ort Loanhead. Sie war im Zweiten Weltkrieg nach Birmingham gezogen, um in einer Munitions- und Flugzeugfabrik zu arbeiten. Dort lernte sie Annettes Vater kennen. Die Familie besuchte häufig ihre Verwandten in Schottland. In einem Interview gab Annette Badland an, sie wollte bereits als Kind Schauspielerin werden, doch ihre Eltern wollten, dass sie Lehrerin oder etwas „Richtiges“ werde, unterstützten sie jedoch, sobald sie mit der Schauspielschule anfing.
Ihre Schauspielausbildung erhielt sie in der East 15 Acting School in Loughton, Essex. Gleichzeitig trat sie am Suffolk Summer Theatre in der Stadt Southwold in Suffolk auf. Durch ihre Rolle als Dienstmädchen im Konversationsstück Private Lives wurde sie Mitglied in der britischen Actors' Equity Association und erwarb sich damit das Recht, professionell am Theater zu arbeiten.

### Theaterkarriere
Nach der Schauspielschule spielte Badland 1972 am Cambridge Arts Theatre, ihr erster Auftritt war in dem Stück Three Arrows unter der Regie von Noel Willman. Bereits 1973 wechselte sie zur Royal Shakespeare Company nach Stratford-upon-Avon, wo sie drei Jahre lang in diversen Dramen von Shakespeare auftrat, darunter Wie es euch gefällt, Romeo und Julia und Der Widerspenstigen Zähmung.
1975 wechselte Annette Badland zu Film und Fernsehen. Erst 1992 trat sie wieder im Theater auf: Am Aldwych Theatre spielte sie unter der Regie von Sam Mendes in The Rise and Fall of Little Voice (Aufstieg und Fall von Little Voice). Zwei Jahre später spielte sie die Hauptrolle in Tony Kushners postkommunistischer tragischer Komödie Slavs!.
Seitdem tritt sie sporadisch an unterschiedlichen Theatern in England auf. Im September 2019 wurde Badland zur Schirmherrin des The Old Rep Theatre in Birmingham ernannt. Das Theater widmete ihr zu Ehren einen Platz, auf dem zu lesen ist: “Whatever you can do, or dream you can, begin it”.

### Fernsehkarriere
Badlands erste Rolle im Fernsehen war an der Seite von John Hurt und John Rhys-Davies im Fernsehfilm The Naked Civil Servant (Deutscher Titel: Wie man sein Leben lebt), wo sie eine stepptanzende Schülerin darstellte. Nach mehreren Auftritten in einzelnen Episoden britischer Fernsehserien folgte von 1981 bis 1984 die Rolle der Charlotte in den ersten drei Staffeln der Serie Jim Bergerac ermittelt. Die Hauptrolle des Polizisten Jim Bergerac wurde von John Nettles gespielt, der auch die Hauptfigur in den ersten 13 Staffeln von Inspector Barnaby verkörperte.
Insgesamt trat sie in weit über 100 Rollen in Fernsehproduktionen auf. Die schottische Tageszeitung The Scotsman schrieb 2006:

“Actress Annette Badland has appeared in just about every British TV series of note to be screened over the last 20 years”

„Die Schauspielerin Annette Badland hat in den letzten 20 Jahren in so ziemlich jeder nennenswerten britischen Fernsehserie mitgewirkt, die auf dem Bildschirm zu sehen war“

In Deutschland bekannte Rollen sind vor allem eine Hauptrolle in der Serie Wizards vs Aliens, die Rolle der Glenna FitzGibbons in der Serie Outlander sowie die Pathologin Dr. Fleur Perkins ab der zwanzigsten Staffel von Inspector Barnaby.

### Filmkarriere
Die erste Filmrolle für Annette Badland war 1977 die Figur Griselda Fishfinger in dem Film Jabberwocky von Monty-Python-Mitbegründer Terry Gilliam. Danach dauerte es neun Jahre, bis sie wieder in einem Film auftrat. Seit 1993 ist sie regelmäßig auf der Leinwand zu sehen, meist in kleineren britischen Produktionen. In Deutschland gezeigt wurden davon beispielsweise Engel und Insekten (1995), Charlie und die Schokoladenfabrik (2005), wo sie eine Nebenrolle spielte sowie Tot oder Torte (2007) und Wish 143 (2009). In dem Musicalfilm Little Voice (1998), der Verfilmung des Musicals Aufstieg und Fall von Little Voice, wirkte sie die Rolle der Sadie mit. Diese Rolle hatte sie bereits 1992 in dem Theaterstück verkörpert.

### Hörfunk
Seit 1992 wirkt sie auch als Sprecherin in Hörspielen mit, die vor allem in den Programmen von BBC Radio 3 und BBC Radio 4 ausgestrahlt wurden. Sie spielte zahlreiche Haupt- und Nebenrollen in Hörspielen verschiedener Genres. 2018 wurde bekanntgegeben, dass Badland ihre Rolle als Margaret Blaine aus der Science-Fiction Fernsehserie Doctor Who in der Hörspielserie Torchwood, einem Spin-off von Doctor Who, wieder aufnehmen würde. Die Episode mit dem Titel Sync wurde im Mai 2019 veröffentlicht.

### Persönliches
Annette Badland lebt in London mit ihrem Partner David Hatton, der ebenfalls Schauspieler ist.

## Auszeichnungen
- 1993: Nominierung für den Laurence Olivier Award als Beste Nebendarstellerin in The Rise and Fall of Little Voice
- 1999: Nominierung für den Screen Actors Guild Award in der Kategorie „Bestes Schauspielensemble“ für Little Voice
- 2021: Nominierung für den Screen Actors Guild Award in der Kategorie „Bestes Schauspielensemble in einer Comedyserie“ für Ted Lasso

## Filmografie (Auswahl)
- 1975: Wie man sein Leben lebt (The Naked Civil Servant, Fernsehfilm)
- 1977: Monty Python’s Jabberwocky
- 1981–1984: Jim Bergerac ermittelt (Bergerac, 29 Folgen)
- 1985–1986: Troubles and Strife (13 Folgen)
- 1985: Miss Marple – Das Geheimnis der Goldmine (Miss Marple: A Pocketful of Rye, Fernsehfilm)
- 1987: A Little Princess (6 Folgen)
- 1989–1990: Happy Families (14 Folgen)
- 1990–2012: Casualty (4 Folgen)
- 1991–1999: The Bill (4 Folgen)
- 1993–1995: Inside Victor Lewis-Smith (10 Folgen)
- 1994: Syrup (Kurzfilm)
- 1995: Engel und Insekten (Angels & Insects)
- 1995: The Grotesque
- 1996: Gullivers Reisen (Gulliver’s Travels, Fernsehfilm)
- 1997–1998: Mr Wymi (16 Folgen)
- 1998 Little Voice
- 1999 A Christmas Carol – Die Nacht vor Weihnachten
- 2000–2001: Die magische Münze (The Queen’s Nose, 7 Folgen)
- 2000–2020: Doctors (6 Folgen)
- 2002–2005 Cutting It (25 Folgen)
- 2003: Agatha Christie’s Poirot – Das unvollendete Bildnis (Fernsehserie, Folge Five Little Pigs)
- 2005: Doctor Who (neue Serie)
- 2005: Charlie und die Schokoladenfabrik (Charlie and the Chocolate Factory)
- 2007: Tot oder Torte (The Baker)
- 2009: Wish 143
- 2009: All the Small Things (6 Folgen)
- 2010: Legacy
- 2011–2015: The Sparticle Mystery (12 Folgen)
- 2012–2014: Wizards vs Aliens (35 Folgen)
- 2014–2015: Outlander (5 Folgen)
- 2014–2017: EastEnders (218 Folgen)
- 2017: Charles Dickens: Der Mann, der Weihnachten erfand (The Man Who Invented Christmas)
- seit 2018: Inspector Barnaby (Midsomer Murders, 24 Folgen)
- 2019: Shakespeare & Hathaway – Private Investigators (1 Folge)
- 2020: Ted Lasso (6 Folgen)
- 2020: The Crown (1 Folge)
- 2021: Silent Witness (Fernsehserie, 1 Folge)
- 2023: Gletschergrab (Operation Napoleon)
- 2023: Beyond Paradise (Fernsehserie, 1 Folge)
- 2023: Sisi & Ich
- 2024: Heartstopper (Fernsehserie, 3 Folgen)